# Отворено првенство Катара за мушкарце 2006.
Отворено првенство Катара за мушкарце 2006 (познат и под називом Qatar ExxonMobil Open 2006) је био тениски турнир који је припадао АТП Интернационалној серији у сезони 2006. То је било четрнаесто издање турнира који се одржао на тениском комплексу у Дохи у Катару од 2. јануара 2006. — 7. јануара 2006. на тврдој подлози.

## Носиоци
| Држава | Играч             | Позиција1 | Носилац |
| ------ | ----------------- | --------- | ------- |
| ШВА    | Роџер Федерер     | 1         | 1       |
| РУС    | Николај Давиденко | 5         | 2       |
| ФРА    | Ришар Гаске       | 16        | 3       |
| ФРА    | Себастијан Грожан | 25        | 4       |
| РУС    | Игор Андрејев     | 26        | 5       |
| БЕЛ    | Оливије Рохус     | 27        | 6       |
| ФРА    | Гаел Монфис       | 30        | 7       |
| ШПА    | Фелисијано Лопез  | 33        | 8       |

- 1 Позиције од 26. децембра 2005.[1]

### Други учесници
Следећи играчи су добили специјалну позивницу за учешће у појединачној конкуренцији:
- Иво Минарж
- Султан Халфан
- Јунес ел Ајнауи

Следећи играчи су ушли на турнир кроз квалификације:
- Оливер Марах
- Јанко Типсаревић
- Потито Стараче
- Никола Маи

## Носиоци у конкуренцији парова
| Држава | Играч            | Држава | Играч         | Носиоци |
| ------ | ---------------- | ------ | ------------- | ------- |
| ШВЕ    | Јонас Бјеркман   | БЛР    | Макс Мирни    | 1       |
| ФРА    | Фабрис Санторо   | СЦГ    | Ненад Зимоњић | 2       |
| ИНД    | Махеш Бупати     | ЈАФ    | Весли Муди    | 3       |
| ЧЕШ    | Франтишек Чермак | ЧЕШ    | Леош Фридл    | 4       |

### Други учесници
Следећи играчи су добили специјалну позивницу за учешће у конкуренцији парова:
- Лукаш Кубот/ Оливер Марах
- Јунес ел Ајнауи/ Султан Халфан

## Шампиони

### Појединачно
Роџер Федерер је победио  Гаела Монфиса са 6:3, 7:6(7:5).
- Федереру је то била прва (од 12) титула те сезоне и 33-ћа у каријери.

### Парови
Јонас Бјеркман /  Макс Мирни су победили  Кристофа Рохуса /  Оливјеа Рокуса са 2:6, 6:3, 10:8.
- Бјеркману је то била прва (од осам) титула те сезоне и 43- ћа (од 54) у каријери.
- Мирнију је то била прва (од седам) титуле те сезоне и 26-та у каријери.